# دانیل هندلر
دانیل هندلر (انگلیسی: Daniel Hendler؛ زادهٔ ۳ ژانویهٔ ۱۹۷۶) بازیگر و نویسنده اهل اروگوئه است. وی از سال ۱۹۹۶ میلادی تاکنون مشغول فعالیت بوده‌است.
از فیلم‌ها یا برنامه‌های تلویزیونی که وی در آن نقش داشته است، می‌توان به مجردمانده‌ها، قعر دریا، خوابگردها، دانش‌آموختگان، ملکه‌ها و ویسکی اشاره کرد.